# Землетрясение в Авеццано
Землетрясение в Авеццано произошло 13 января 1915 года и стало одним из самых катастрофичных в истории Италии и Европы вообще. Эпицентр располагался недалеко от города Авеццано в центральных частях Апеннинского полуострова. Сила по шкале Рихтера достигла 7,5. Разрушениям подверглась площадь свыше 1600 квадратных километров, разрушены были сотни посёлков и деревень Центральной Италии, расположенных по линии вдоль разломов по краю сбросовой Фучинской котловины, бывшее озеро которой было осушено в 1876 году. Сильная рассечённость Центральных Апеннин усугубила разрушения. Толчки при этом ощущались практически по всему полуострову, вызвав волнение как на адриатическом, так и на тирренском берегу страны. По официальным оценкам, погибло 32 600 человек. Значительное количество итальянцев стало беженцами, многие переехали на север страны или эмигрировали во Францию, Аргентину, Бразилию, Канаду, США.